# Richia gracilior
Richia gracilior là một loài bướm đêm trong họ Noctuidae.